# Moulin de Mousquety
Le moulin de Mousquety est moulin à eau situé à L'Isle-sur-la-Sorgue dans le Vaucluse, en France.

## Histoire
En 1713, un docteur en médecine, Esprit Mousquety, lègue le site à la commune, à sa mort. L'ensemble du site portera son nom : Mousquety. 
Le domaine est ensuite revendu à Joseph Julian en 1746. Il y développe des moulins à farine et un barrage. En 1784, Julian est autorisé à utiliser sans restriction toute l'eau de la Sorgue afin de faire fonctionner ses moulins. Le site est revendu plusieurs fois (Ode, de Boudard, Dumas), conservant les mêmes droits. À la suite du traité de Nimègue, le Comtat Venaissin est rattaché à la France le 14 septembre 1791.
En 1925, les Papeteries de Navarre rachètent le site aux minoteries Dumas, avec demande par la fédération de pêche de remplacer les palplanches du barrage par une construction en dur sans changer la cote NGF du barrage, et ce pour éviter le braconnage. Les Papeteries de Navarre électrifient pour la première fois le site en remplaçant les roues à aubes par 5 turbines dont une roue Fontaine, toujours en place.
En 1970, le site est vendu aux filatures Mailhe qui modernisent le site de 1925. L'entreprise remplace les 5 turbines par deux plus grosses, toujours en place. 
En 2023, la passe à poissons en amont du moulin est régulièrement obstruée par une planche, une infraction sanctionnée par la loi. Les pêcheurs accusent les gérants du moulin de ces actions, qui auraient pour but de faire monter le niveau de l'eau. La propriétaire rejette ces accusations: Effectivement pendant cette periode le Moulin de Mousquety était à l'arrêt.

## Bassin versant
Le site du moulin a toujours été industriel et commercial, notamment en raison de la régularité de la Sorgue et à son bassin versant important qui apporte une grande quantité d'eau.
D'après une étude de M. Paloc en 1970, le bassin versant est constitué par les calcaires urgoniens des régions des monts de Vaucluse, du Ventoux, de Lure dans la partie Nord, de la montagne du Luberon dans la partie sud et du bassin du Calavon, partie intégrante du bassin d'Apt, soit une superficie d'environ 2 100 km2.